# امامزاده سید محمد هفتادر
امامزاده سید محمد هفتادر مربوط به اواخر دوره صفوی است و در شهرستان اردکان، روستای هفتادر واقع شده و این اثر در تاریخ ۵ آذر ۱۳۷۹ با شمارهٔ ثبت ۲۸۹۵ به‌عنوان یکی از آثار ملی ایران به ثبت رسیده است.